# 漢普頓維爾 (北卡羅萊納州)
漢普頓維爾（英語：Hamptonville）是位於美國北卡羅萊納州亞德金縣的非建制地區。

## 歷史
漢普頓維爾的郵局自1809年營運至今。

## 地理
漢普頓維爾所處的海拔為高於海平面311米（即1020英呎），而該地所採用的時區為UTC-5，即北美东部时区（EST）。同時該地設有夏令時間，為UTC-5調快一小時，即UTC-4（EDT）。